# روزبه سوهانی
روزبه سوهانی (زادهٔ ۱۳۶۴) شاعر و نویسنده ایرانی است. او عضو هیئت دبیران کانون نویسندگان ایران است.

## بازداشت
صبح روز ۹ آذر ۱۴۰۱، مأموران امنیتی جمهوری اسلامی به خانهٔ روزبه سوهانی یورش بردند و با شکستن در، او را بازداشت، و به مکان نامعلومی منتقل کردند.

### آزادی
در تاریخ ۶ دی ۱۴۰۱، کانون نویسندگان ایران اعلام کرد که روزبه سوهانی و علیرضا آدینه، پس از تحمل ۲۲ و ۲۷ روز حبس، به‌طور موقت و با قید وثیقهٔ سنگین آزاد شدند.